# Šeloň
Šeloň (rusky Шелонь) je řeka v Pskovské a Novgorodské oblasti v Rusku. Je dlouhá 248 km. Povodí řeky je 9710 km².

## Průběh toku
Protéká Přiilmeňskou nížinou a ústí do jezera Ilmeň.

## Vodní režim
Zdrojem vody jsou převážně sněhové srážky. Průměrný roční průtok vody ve vzdálenosti 59 km od ústí činí 43,6 m³/s. Zamrzá v listopadu až v prosinci (v roce 1925 až v březnu) a rozmrzá v březnu až v dubnu. Nejvyšších vodních stavů dosahuje v dubnu a v květnu. Na podzim dochází k povodním, které jsou způsobené dešti.

## Historie
Roku 1471 se na břehu, na východ od města Solcy, odehrála rozhodující bitva v konfliktu Moskevského velkoknížectví s Novgorodskou republikou, vedoucí k pádu Novgorodu do rukou moskevského cara.

## Využití
Vodní doprava je možná na dolním toku. Leží na ní města Porchov, Solcy.